# Nadja Obrist
Pour les articles homonymes, voir Obrist.
Nadja Obrist (née le 4 novembre 1972) est une ancienne skieuse alpine paralympique autrichienne, qui a représenté l'Autriche en ski alpin paralympique aux Jeux paralympiques d'hiver de 1994 à Lillehammer et 1998 à Nagano, vainqueur d'un total de cinq médailles: trois médailles d'argent et deux de bronze.

## Carrière

### Jeux paralympiques 1994
Aux Jeux paralympiques d'hiver de 1994 à Lillehammer, en Norvège, Obrist a remporté trois médailles: deux médailles d'argent (en descente et en super-G) et une médaille de bronze en slalom géant. Dans le slalom spécial, cependant, elle est classée 4e au pied du podium. Toutes les courses se sont déroulées dans la catégorie LW6/8.

### Jeux paralympiques 1998
Quatre ans plus tard, à Nagano, aux Jeux paralympiques d'hiver de 1998 au Japon, Obrist décroche l'argent dans le slalom spécial LW3,4,5/7,6/8 et le bronze dans la descente LW3,4,6/8. Elle n'est cependant pas montée sur le podium en slalom géant où elle obtient à nouveau la quatrième place. En super-G, elle est sixième dans la catégorie LW3,4,5/7,6/8.